# Saint-Symphorien-de-Marmagne
Saint-Symphorien-de-Marmagne är en kommun i departementet Saône-et-Loire i regionen Bourgogne-Franche-Comté i östra Frankrike. Kommunen ligger i kantonen Montcenis som tillhör arrondissementet Autun. År 2022 hade Saint-Symphorien-de-Marmagne 832 invånare.

## Befolkningsutveckling
Antalet invånare i kommunen Saint-Symphorien-de-Marmagne
| Referens: INSEE |